# Madre amadísima
Madre amadísima es una película española dirigida por Pilar Távora estrenada en 2009. Es la adaptación de la obra teatral del mismo nombre escrita por Santiago Escalante, que también es el guionista de la cinta.

## Argumento
Mientras viste y adorna una imagen de la virgen para la procesión Alfredo, un andaluz maduro y homosexual, se confiesa con ella y le cuenta su vida. Le habla de su infancia marcada por un padre agresivo y ausente que maltrataba a su madre y de la especial relación que siempre ha tenido con ella. Le cuenta un episodio ocurrido cuando tenía seis años durante una noche de tormenta, cuando intentó defender a su madre de la paliza que estaba recibiendo de su padre y cómo éste intentó pegarle también a él, y que eso le había provocado desde entonces pánico a las tormentas y que nunca se hubiera podido aprender el padre nuestro correctamente. Relata su solitaria adolescencia cuando era señalado en el pueblo por ser homosexual; su primer amor y posterior decepción, con Javi; y cómo conoció a su único amigo en el pueblo, la Titanlux, con el que descubre el ambiente gay de la época. Permanece siempre junto a su madre y sólo sale de su pueblo para sufrir el servicio militar de finales del Franquismo, donde conoce a su otro gran amigo, la Girasol. Alfredo pide a la Virgen que sane a su anciana madre pero ella muere antes de poder ver el trabajo de su hijo en la procesión. Tras la muerte de su madre Alfredo ya no podrá encontrar refugio en su cama durante la siguiente tormenta por lo que corre al altar de su Virgen a acurrucarse a sus pies.

## Reparto
- Ramón Rivero: Alfredito (maduro)
- José Burgos: Alfredito (joven)
- Julio Vargas: La Titanlux (joven)
- Santiago Escalante: la Titanlux (maduro)
- David Lora: Javi
- Nacho Igueño: la Girasol
- Bernabé Rico: Antonio

## Galardones
Madre amadísima obtuvo 22 candidaturas a los Premios Goya en su edición de 2011.